# Brachycentrus spinae
Brachycentrus spinae är en nattsländeart som beskrevs av Ross 1948. Brachycentrus spinae ingår i släktet Brachycentrus och familjen bäcknattsländor. Inga underarter finns listade i Catalogue of Life.